# Glena bulla
Glena bulla là một loài bướm đêm trong họ Geometridae.